# Arturo Arango
Arturo Arango (* 1955 in Manzanillo, Kuba) ist ein kubanischer Schriftsteller.
Arango studierte an der Universität von Havanna und bekam nach erfolgreichem Abschluss eine Anstellung beim Kulturinstitut Casa de las Américas. 1989 berief man zum Direktor dieser Institution und als solcher war er bis 1991 auch Chefredakteur der „Revista de Casa de las Américas“. Seit 1995 arbeitet er für die vom staatlichen Künstlerverband UNEAC herausgegebene Kunst- und Literaturzeitschrift „La Gaceta de Cuba“, zu deren stellvertretendem Redaktionsleiter er 1996 wurde.
Zwischen 1985 und 1996 nahm er am staatlichen Filminstitut ICAIC an mehreren Drehbuch-Workshops teil. Drei seiner Drehbücher wurden ab 2000 vom Regisseur Juan Carlos Tabío verfilmt. Seit 2006 leitet er den Fachbereich für Drehbuch der Internationalen Film- und Fernsehhochschule EICTV.
Arango gehört der sich „G-20“ abkürzenden Gruppe von ursprünglich zwanzig kubanischen Filmschaffenden an, die seit Mai 2014 öffentlich die Verabschiedung eines Filmgesetzes fordern, das den Interessen der bisher ausschließlich vom ICAIC vertretenen Filmindustrie Rechnung trägt.

## Ehrungen
- 2008 - Premio de Dramaturgia für „El viaje termina en Elsinor“

## Werke (Auswahl)
Erzählungen
- Bola, bandera y gallardete.
- La Habana elegante. 2. Aufl. Havanna 2000.
- La vida es una semana. 1989.

Romane
- Una lección de anatomía. Letras Cubanas, Havanna 1998.
- El libro de la realidad. Tusquets, Havanna 2001.
- Muerte de nadieTusquets, Havanna 2004.

Theaterstücke
- El viaje termina en Ensinor. Havanna 2007.

Filmdrehbücher
- Kubanisch Reisen, 2000
- Aunque estés lejos, 2003
- El cuerno de la abundancia, 2008